# John Victor Maciel Furtado
John Victor Maciel Furtado, noto semplicemente come John (Diadema, 13 febbraio 1996), è un calciatore brasiliano, portiere del Botafogo.

## Carriera
Cresciuto nel settore giovanile del San Paolo, nel 2011 viene acquistato dal Santos che nel 2016 lo aggrega in prima squadra come portiere di riserva. Nel gennaio 2019 viene ceduto in prestito al Portuguesa Santista per quattro mesi, dove gioca 17 incontri in Campeonato Paulista Série A2. Rientrato dal prestito viene confermato dal club bianconero per la nuova stagione ed il 14 novembre fa il suo esordio fra i professionisti giocando l'incontro di Série A vinto 2-0 contro l'Internacional.
Il 18 gennaio 2023 viene acquistato dall'Internacional.
Il 20 agosto 2023 viene ceduto in prestito al Real Valladolid.

### Botafogo
A gennaio, il Botafogo ha annunciato il portiere John con un contratto fino alla fine del 2027. Nella conferenza stampa di presentazione, il portiere ha respinto i paragoni con Lucas Perri, portiere del Botafogo nel 2023.
A febbraio, John ha subito un infortunio muscolare nella partita contro il Nova Iguaçu, nel Campeonato Carioca, ed è stato sostituito da Gatito Fernández. Il portiere aveva già saltato l'inizio del campionato del Glorioso nel Campeonato Carioca a causa di un infortunio muscolare. John ha una storia recente di questo tipo di infortunio nella sua carriera.
Recuperato dal problema muscolare che lo ha tenuto fuori dalla squadra per circa due mesi, John è stato protagonista dell'esordio del Botafogo nella fase a gironi della Libertadores, nella partita contro lo Junior Barranquilla, il 3 aprile 2024, al Nilton Santos Stadium.

## Statistiche

### Presenze e reti nei club
Statistiche aggiornate al 28 giugno 2025.
| Stagione        | Squadra             | Campionato      | Campionato | Campionato | Coppe nazionali | Coppe nazionali | Coppe nazionali | Coppe continentali | Coppe continentali | Coppe continentali | Altre coppe | Altre coppe | Altre coppe  | Totale | Totale | Totale |
| Stagione        | Squadra             | Comp            | Pres       | Reti       | Comp            | Pres            | Reti            | Comp               | Pres               | Reti               | Comp        | Pres        | Reti         | Pres   | Reti   |        |
| --------------- | ------------------- | --------------- | ---------- | ---------- | --------------- | --------------- | --------------- | ------------------ | ------------------ | ------------------ | ----------- | ----------- | ------------ | ------ | ------ | ------ |
| 2019            | Portuguesa Santista | A2/SP           | 17         | -19        | -               | -               | -               | -                  | -                  | -                  | -           | -           | -            | 17     | -19    |        |
| 2020            | Santos              | A1/SP+A         | 0+9        | 0 + -16    | CB              | 0               | 0               | CL                 | 6                  | -5                 | -           | -           | -            | 15     | -21    |        |
| 2021            | Santos              | A1/SP+A         | 5+4        | -9 + -2    | CB              | 2               | 0               | CL+CS              | 0                  | 0                  | -           | -           | -            | 11     | -11    |        |
| 2022            | Santos              | A1/SP+A         | 0+1        | 0          | CB              | 0               | 0               | CS                 | 1                  | 0                  | -           | -           | -            | 2      | 0      |        |
| Totale Santos   | Totale Santos       | Totale Santos   | 5+14       | -9 + -18   |                 | 2               | 0               |                    | 7                  | -5                 |             | -           | -            | 28     | -32    |        |
| gen.-ago. 2023  | Internacional       | A1/G+A          | 1+9        | -1 + -5    | CB              | 1               | -1              | CL                 | 3                  | -3                 | -           | -           | -            | 14     | -10    |        |
| 2023-gen. 2024  | Real Valladolid     | SD              | 11         | -14        | CR              | 1               | -3              | -                  | -                  | -                  | -           | -           | -            | 12     | -17    |        |
| 2024            | Botafogo            | A/RJ+A          | 2+34       | 0 + -25    | CB              | 4               | -3              | CL                 | 10                 | -10                | CInt        | 1           | -3           | 51     | -41    |        |
| 2025            | Botafogo            | A/RJ+A          | 4+11       | -3 + -7    | CB              | 0               | 0               | CL                 | 6                  | -5                 | SB+RS+Cmc   | 1+2+4       | -3 + -4 + -3 | 28     | -25    |        |
| Totale Botafogo | Totale Botafogo     | Totale Botafogo | 6+45       | -3 + -35   |                 | 6               | -7              |                    | 16                 | -15                |             | 8           | -13          | 81     | -73    |        |
| Totale carriera | Totale carriera     | Totale carriera | 108        | -101       |                 | 8               | -7              |                    | 26                 | -23                |             | 8           | -13          | 150    | -144   |        |

## Palmarès

### Competizioni nazionali
- Campionato brasiliano: 1

Botafogo: 2024

### Competizioni internazionali
- Coppa Libertadores: 1

Botafogo: 2024